# Pawson Peak
Pawson Peak är en bergstopp i Antarktis. Den ligger i Sydshetlandsöarna. Argentina, Chile och Storbritannien gör anspråk på området. Toppen på Pawson Peak är 250 meter över havet.
Terrängen runt Pawson Peak är huvudsakligen kuperad, men åt sydost är den platt. Havet är nära Pawson Peak österut. Trakten är glest befolkad. Närmaste befolkade plats är Commandante Ferraz Station, 12,4 kilometer norr om Pawson Peak. 